# Margret Nissen
Margret Nissen (19 de Junho de 1938 como Margarete Speer) é uma fotógrafa alemã. É  filha de Albert Speer, que era membro do restrito grupo de amigos de Adolf Hitler no período do Terceiro Reich. Speer era o arquiteto chefe do Partido Nazista.